# 守矢賴真
守矢賴真（1505年6月26日—1597年10月20日），日本戰國時代的神職。信濃國諏訪郡諏訪大社的神長官。父親是守矢有實。兒子有守矢信真。初名賴實。
一說守矢氏是物部守屋後裔，實況不明。

## 生平
在永正2年5月25日（1505年6月26日）出生。跟隨諏訪大社大祝家的諏訪氏，幾次與禰宜太夫的矢島滿清對立。特別是在就任諏訪大祝時相爭，最初處於劣勢，不過在天文7年（1538年），諏訪賴高就任大祝時復權。而且在諏訪大社的課税上，與諏訪賴重對立。
天文11年（1542年），在甲斐國的武田晴信（信玄）正式侵攻信濃後，解除與諏訪氏的同盟，並開始侵攻諏訪，當主賴重在同年7月被送至甲府後死去。因為協助武田氏支配諏訪，以及為戰勝祈願等事而得到信賴（『守矢賴真書留』）。永祿2年（1559年），把神長官讓予就任禰宜太夫的嫡子信真。在武田家滅亡後，與諏訪滿隣等人一同計畫再興諏訪家，另一方面，亦力求諏訪大社復興。在慶長2年9月10日（1597年10月20日）死去。享年92歲。

## 守矢賴真書留
自筆，全一冊。記載從父親滿實一代開始，諏訪大社的神事和關於經營神社的記事，現存天文11年（1542年）至天文21年（1552年）分。從天文11年4月，諏訪賴重的嫡子寅王丸出生、同年7月賴重自殺等，與武田側的記錄『高白齋記』一同成為關於諏訪侵攻的基本資料，不過書中從天文12年以後，就變為以社務為中心的記述。原本傳存於守屋家，刊本有『新編信濃史料叢書』第七卷、『山梨縣史』資料編6中世3下（縣外記錄）等。

## 神使御頭之日記
從享祿元年（1528年）至天文23年（1554年）為止，記錄每年擔任御頭役的神職和鄉名。亦記載了從武田信虎和諏訪碧雲齋在天文4年（1535年）於甲信國境的境川參會開始，直至晴信時期侵攻諏訪為止的事件。
原本被當作在守屋家中流傳，『信濃史料』、『新編信濃史料史料』亦以原本為基礎，進行翻刻，不過原本到現今亦沒有得到確認。『山梨縣史』資料編6則以文化14年（1817年）的抄寫本為基礎翻刻。